# Joseph L. Rauh, Jr.
Joseph Louis Rauh, Jr. (Cincinnati, 3 de janeiro de 1911 – 3 de setembro de 1992) foi um dos principais advogados defensores dos direitos e liberdades civis nos Estados Unidos. Ele foi premiado postumamente com a Medalha Presidencial da Liberdade, considerada a maior honraria civil do país, pelo presidente Bill Clinton em 30 de novembro de 1993.